# 아논 유세이
아논 유세이(일본어: 亜音 有星 あのん ゆうせい[*], 2월 14일 - )는 다카라즈카 가극단 소라구미 소속 남역 스타이다.
사가현 사가시 출신, 시립야마토중학교 출신이다. 키는 173cm, 애칭은 "유키노(ゆきの)", "쿄로(キョロ)"이다.

## 약력
2015년, 다카라즈카 음악학교에 입학.
2017년, 다카라즈카 가극단 103기생으로 입단. 유키구미 공연 「막말태양전 / Dramatic “S”!」로 초무대. 그 후, 소라구미에 배속. 
무대가 돋보이는 외모로 주목을 끌었고, 2021년, 마카제 스즈호ㆍ준 하나 톱 콤비 대극장 오히로메 공연 「셜록 홈즈」로 신인공연 첫 주연. 입단 5년차에 발탁으로, 103기생 중에서는 처음 신인공연 주연 발탁되었다.

## 인물
친언니는 호시구미 남역 소부 사키호 (99기)이다.
중학생 때 언니가 출연하는 다카라즈카 무대를 보고 "나도 들어가고 싶다"고 입단 하는 것을 꿈꿨다.

## 주요 무대
| 기간 (월)       | 소속 | 제목                             | 공연장                                 | 배역                                | 비고                                  |
| --------------- | ---- | -------------------------------- | -------------------------------------- | ----------------------------------- | ------------------------------------- |
| 2017년          |      |                                  |                                        |                                     |                                       |
| 4 - 5           | 유키 | 막말태양전                       | 다카라즈카 대극장                      |                                     | 초무대                                |
| 4 - 5           | 유키 | Dramatic “S”!                    | 다카라즈카 대극장                      |                                     | 초무대                                |
| 8 - 11          | 소라 | 신들의 토지                      | 다카라즈카 대극장 도쿄 다카라즈카 극장 |                                     |                                       |
| 8 - 11          | 소라 | 클래식 비쥬                      | 다카라즈카 대극장 도쿄 다카라즈카 극장 |                                     |                                       |
| 2018년          |      |                                  |                                        |                                     |                                       |
| 3 - 6           | 소라 | 하늘은 붉은 강가                 | 다카라즈카 대극장 도쿄 다카라즈카 극장 | 티토 (신인공연)                     | 본역 : 마나미 히카루                  |
| 3 - 6           | 소라 | 시트러스의 바람 -Sunrise-        | 다카라즈카 대극장 도쿄 다카라즈카 극장 |                                     |                                       |
| 8               | 소라 | 허슬메이츠!                      | 바우홀                                 |                                     |                                       |
| 2019년          |      |                                  |                                        |                                     |                                       |
| 2               | 소라 | 검은 눈동자                      | 하카타좌                               | 토마노프                            |                                       |
| 2               | 소라 | VIVA! FESTA! in HAKATA           | 하카타좌                               |                                     |                                       |
| 4 - 7           | 소라 | 오션스 11                        | 다카라즈카 대극장 도쿄 다카라즈카 극장 | 소믈리에 테리 베네틱토 (신인공연)   | 본역 : 사쿠라기 미나토                |
| 9               | 소라 | 릿츠 호텔만큼 큰 다이아몬드      | 바우홀                                 | 유진                                |                                       |
| 11 - 2020년 2월 | 소라 | El Japón -이스파니아의 사무라이- | 다카라즈카 대극장 도쿄 다카라즈카 극장 | 알레한드로 (신인공연)               | 본역 : 세리카 토아                    |
| 11 - 2020년 2월 | 소라 | 아쿠아비테!!                     | 다카라즈카 대극장 도쿄 다카라즈카 극장 |                                     |                                       |
| 2020년          |      |                                  |                                        |                                     |                                       |
| 8 - 9           | 소라 | FLYING SAPA                      | 우메다예술극장 일생극장                | 허클베리                            |                                       |
| 11 - 2021년 2월 | 소라 | 아나스타시아                     | 다카라즈카 대극장 도쿄 다카라즈카 극장 | 지크프리트                          |                                       |
| 2021년          |      |                                  |                                        |                                     |                                       |
| 4               | 소라 | 유메치도리                       | 바우홀                                 | 토고 세이지 / 사이조 미나토         |                                       |
| 6 - 9           | 소라 | 셜록 홈즈 -The Game Is Afoot!-   | 다카라즈카 대극장 도쿄 다카라즈카 극장 | 맥도널드 셜록 홈즈 (신인공연)       | 본역 : 마카제 스즈호 신인공연 첫 주연 |
| 6 - 9           | 소라 | Délicieux -감미로운 파리-        | 다카라즈카 대극장 도쿄 다카라즈카 극장 |                                     |                                       |
| 11 - 12         | 소라 | 바론의 후예                      | 전국투어                               | 헨리                                |                                       |
| 11 - 12         | 소라 | 아쿠아비테!!                     | 전국투어                               |                                     |                                       |
| 2022년          |      |                                  |                                        |                                     |                                       |
| 2 - 3           | 소라 | NEVER SAY GOODBYE                | 다카라즈카 대극장                      | 탈릭                                |                                       |
| 4 - 5           | 소라 | NEVER SAY GOODBYE                | 도쿄 다카라즈카 극장                   | 탈릭 프란시스코 아길라르 (신인공연) | 본역 : 사쿠라기 미나토                |